# Carlos Alberto Juárez
Carlos Alberto Juárez (Buenos Aires, 24 d'abril de 1972) és un exfutbolista argentí/equatorià. Ocupava la posició de davanter.

## Trajectòria
Comença la seua carrera al conjunt del Club Atlético Lanús. És cedit al Montevideo Wanderers, on qualla una bona campanya. Retorna a Lanús, on segueix progressant. Fitxa pel Santos Laguna mexicà, però no té una bona temporada i passa a l'equip reserva.
Durant la seua estada al Wanderers, l'entrenador de l'Emelec, Angel Castelnoble, va veure les possibilitats del davanter, i després de no reeixir a Mèxic, l'equip equatorià l'hi incorpora el 1996. En el seu partit de debut, hi marca dues vegades i hi fa dues assistències. Ben prompte es despunta com la referència atacant de l'Emelec, la qual cosa fa que els rivals basen la seua defensa a evitar la seua altura física. Tot això comporta que l'argentí hi assisteixca nombrosos gols a companys d'equip com Graziani, Kaviedes, Tenorio o Kenig, els quals acabarien com a majors golejadors del torneig domèstic. El 2001, ell mateix es fa amb aquest guardó, amb 17 gols al seu haver, que contribueixen a guanyar la Lliga.
Després de viure i jugar tres anys a l'Equador, Juárez va decidir convertir-se en ciutadà d'aquest país el 1999. A l'any següent hi debutaria amb la selecció equatoriana dins el torneig classificatori per al Mundial del 2002.
Durant els seus anys a l'Emelec, deixara l'Equador per breus estades a Perú (12 gols en 18 partits amb l'Sporting Cristal) i l'Uruguai. Per mantindre'l, els directius de l'Emelec li van pagar el salari més alt de la competició. Finalment, el 2004 dona el salt a Europa per jugar amb el Reial Múrcia de la primera divisió espanyola, sent el primer equatorià a beneficiar-se de la llei Bossman.
A Europa no arriba a triomfar i el 2005 hi retorna a Sud-amèrica per jugar amb el LDU Quito. Hi juga pocs partits abans de donar positiu per cocaïna i ser sancionat per sis mesos. El jugador ha negat estes acusacions, tot assenyalant una errada al test. Quan completa la pena hi torna de la mà de l'altre equip de Quito, el Deportivo. A l'any següent milita al Nacional de Montevideo. Amb aquest equip hi disputa un partit de la Libertadores davant l'Emelec. El davanter va marcar, sense celebrar el tant.
L'Emelec decideix fitxar-lo de nou. Eixa temporada, hi marcara sis gols i donarà cinc assistències. Amb el tant davant Deportivo Cuenca suma el seu gol número 134, que el convertia en el major golejador de la història del club equatorià. El 2008 es retira, tot i les peticions que continuara a l'Emelec.

## Títols
- Serie A de l'Equador: 2001, 2002
- Primera Divisió de l'Uruguai: 06/07